# Fitosaures
Els fitosaures (Phytosauria) són un grup d'arcosaures predadors semi-aquàtics extints que van prosperar durant el Triàsic superior. Foren completament aniquilats per l'extinció del Triàsic-Juràssic.